# Eleoscytalopus
A Eleoscytalopus a madarak osztályának verébalakúak (Passeriformes) rendjébe és a fedettcsőrűfélék (Rhinocryptidae) családjába tartozó nem.

## Rendszerezésük
A nemet 2008-ban írták le, előtte a Scytalopus nembe tartozott ez a 2 faj is:
- Eleoscytalopus indigoticus
- Bahia-tapakúló (Eleoscytalopus psychopompus)

## Előfordulásuk
Brazília keleti részén honosak. A természetes élőhelyük szubtrópusi és trópusi erdők.

## Megjelenésük
Testhosszuk 11 centiméter körüli.

## Külső hivatkozás
- Képek az interneten a fajról